# Saribus
Genre
Classification phylogénétique
Saribus est un genre de plantes de la famille des Arecaceae (palmiers) natif de l'Asie du Sud-Est et de Papouasie.
Il est étroitement lié au genre Livistona et a même fait partie des Livistona. Mais, à la suite d'analyse ADN et d'études, les scientifiques ont découvert que le genre Saribus est suffisamment différent du genre Livistona et c'est pour cela qu'en 2011, le genre Saribus est réapparu,, après les études Phylogénomique de Christine Bacon et William J. Baker.

## Description
Les palmiers du genre Saribus ont un stipe unique et dressé. Leurs feuilles sont costapalmées et leurs pétioles allongées. Inflorescences apparaissant entre les feuilles, axillaires et solitaires, d'abord dressées avant de pendre à l'anthèse avec 1 à 3 ramifications. Les fleurs de ces palmiers sont hermaphrodisme, sessiles et groupées par 3 sur des axes courts. Ces fleurs possèdent 3 pétales valvaires et 6 étamines s'ouvrant par fente de manière longitudinale. Les ovaires contiennent 3 loges surmontées d'un style court.

## Classification
- Famille des Arecaceae
  - Sous-famille des Coryphoideae
    - Tribu des Trachycarpeae
      - Sous-tribu des Livistoninae

Ce genre, Saribus, partage cette sous-tribu avec cinq autres genres : Licuala, Johannesteijsmannia, Pholidocarpus, Livistona, Lanonia .

## Liste des espèces
Le genre Saribus contient les 9 espèces suivantes :
- Saribus brevifolius
- Saribus chocolatinus
- Saribus jeanneneyi
- Saribus merrillii
- Saribus papuanus
- Saribus rotundifolius[5]
- Saribus surru
- Saribus tothur
- Saribus woodfordii[6]